# Wittlich Hauptbahnhof
Wittlich Hauptbahnhof is een spoorwegstation in de Duitse plaats Wittlich. Het station werd in 1879 geopend.